# (6122) Henrard
(6122) Henrard (1987 SW1) – planetoida z pasa głównego asteroid okrążająca Słońce w ciągu 3,57 lat w średniej odległości 2,33 j.a. Odkryta 21 września 1987 roku.